# Shawn Marion
Shawn Dwayne Marion (Chicago, 7 mei 1978) is een Amerikaanse basketballer, laatst spelend voor de NBA-club Cleveland Cavaliers in 2015. Marion speelde op de positie small-forward, maar wordt soms ook als power-forward ingezet.
Marion heeft deelgenomen aan het wereldkampioenschap basketbal van 2002 in Indianapolis en aan de Olympische Zomerspelen van 2006 in Athene. Bij het WK werd hij met zijn land zesde, bij de Olympische Spelen derde. Door een enkelblessure kon Marion niet deelnemen aan het wereldkampioenschap basketbal van 2006, waarvoor hij wel geselecteerd was.
Zijn eerste profjaren speelde Marion bij Phoenix Suns. In 2008 en in 2009 maakte hij deel uit van een spelersruil. Samen met Marcus Banks werd Marion in 2008 door de Suns geruild voor Shaquille O'Neal van Miami Heat. In 2009 werd Marion wederom samen met Banks geruild voor Jermaine O'Neal en Jamario Moon van de Toronto Raptors. Later dat jaar verhuisde Marion wederom van club en ging hij spelen voor de Dallas Mavericks. Hiermee werd hij in 2011 kampioen van de NBA. Sinds 2014 speelt hij bij de Cleveland Cavaliers en bereikte hiermee de finale van de National Basketball Association.
In de jaren 2003, 2005, 2006 en 2007 werd Marion verkozen voor het NBA All-Star Game. 
0 Marion ·
2 Kidd ·
3 Beaubois ·
4 Butler ·
6 Chandler ·
11 Barea ·
13 Brewer ·
16 Stojaković ·
20 Jones ·
28 Mahinmi ·
31 Terry ·
33 Haywood ·
35 Cardinal ·
41 Nowitzki ·
92 Stevenson ·
Coach Carlisle